# Johannes Hofstetter-Meier
Johannes Hofstetter-Meier (* 9. März 1838 in Gais; † 13. Mai 1902 ebenda; heimatberechtigt in Gais) war ein Schweizer Textilunternehmer, Gemeinde-, Kantons- und Regierungsrat aus dem Kanton Appenzell Ausserrhoden.

## Leben
Johannes Hofstetter-Meier war ein Sohn des Konrad Hofstetter, Ratsherr, und der Anna Barbara Mösle. Er heiratete Bertha Meier. Johannes Hofstetter-Meier arbeitete als Stickerei-Fabrikant. Von 1864 bis 1874 war er Gemeinderat in Gais. Ab 1877 bis 1883 sass er im Ausserrhoder Kantonsrat. Von 1887 bis 1892 sowie ab 1896 bis 1898 amtierte er als Oberrichter. Von 1892 bis 1894 hatte er das Amt des Regierungsrats inne. Er war in dieser Position Finanzdirektor. In Gais war er Präsident der Korporation Hackbühl und der Sparkasse.